# Paspalum palustre
Paspalum palustre är en gräsart som beskrevs av Carl Christian Mez. Paspalum palustre ingår i släktet tvillinghirser, och familjen gräs. Inga underarter finns listade i Catalogue of Life.